# Gimbichu
Cet article concerne un district à l'est d'Addis-Abeba. Pour la ville de la région Éthiopie du Centre, voir Gimbichu (Éthiopie).
Gimbichu est un woreda de la zone Misraq Shewa de la région Oromia, en Éthiopie. Son centre administratif est Chefe Donsa.
Le 10 mars 2019, le Vol 302 Ethiopian Airlines s'est écrasé dans le woreda.

## Situation
Situé à l'est d'Addis-Abeba, dans la partie nord-ouest de la zone Misraq Shewa, Gimbichu est bordé au sud par Lome, au sud-ouest par Ada'a, au nord-ouest par la région Amhara et à l'est par la région Afar.

## Démographie
D'après le recensement national de 2007 réalisé par l'Agence centrale de statistique d'Éthiopie, le woreda compte 86 902 habitants et 7,3 % de la population est urbaine.
La quasi-totalité des habitants (95,8 %) déclare pratiquer le christianisme orthodoxe éthiopien.